# 阿斯佩尔霍芬
阿斯佩尔霍芬是奥地利下奥地利州圣帕尔滕兰县的一个市镇。总面积28.85平方公里，总人口1879人，人口密度65.1人/平方公里（2005年）。